# Tsukasa Hosaka
Tsukasa Hosaka (n. 3 martie 1937 Yamanashi, Japonia - d. 21 ianuarie 2018) a fost un fotbalist japonez, care a jucat pe postul de portar.

## Statistici
| Japonia | Japonia | Japonia |
| An      | Meciuri | Goluri  |
| ------- | ------- | ------- |
| 1960    | 1       | 0       |
| 1961    | 6       | 0       |
| 1962    | 6       | 0       |
| 1963    | 5       | 0       |
| 1964    | 1       | 0       |
| Total   | 19      | 0       |